# Lucía Lijtmaer
Lucía Lijtmaer Paskvan (Buenos Aires, 1977) es una periodista y escritora hispano-argentina. Se crio en Barcelona, ciudad en la que se exiliaron sus padres. Es especialista en cultura pop desde la perspectiva de género. También es comisaria cultural, traductora literaria y profesora de universidad. Colabora con diversos medios de comunicación, entre ellos Cadena SER, El País, elDiario.es, RAC1 y Carne cruda.

## Trayectoria
Hija de exiliados argentinos, se crio en Barcelona. Es licenciada en Filología Inglesa por la Universidad de Barcelona y MA Periodismo Internacional por la Universidad de Westminster. Está especializada en cultura pop y colabora en diversos medios de comunicación. Ha dado clases en la Facultad de Comunicación Digital de la Universidad de Vic y la Universidad de Barcelona.
También es comisaria del festival Princesas y Darth Vaders mezclando humor y cultura de guerrilla para hablar de feminismos y que en 2017 celebra su tercera edición.
Se reconoce como exiliada de segunda generación y así lo contaba en la presentación de su primera novela Casi nada que ponerte, en la que Lijtmaer aborda la reconstrucción del pasado inmediato de un país, Argentina, que saltó por los aires en 2001 y la construcción de su propia persona como hija de exiliados en España. Una investigación iniciada en 2008 cuyo primer borrador terminó en 2011. Quedó durante un tiempo en un cajón hasta que la editorial Libros del Lince decidió publicarla en 2016.
En 2015, realizó una investigación en primera persona sobre la deep web que publicó con el título Quiero los secretos del Pentágono y los quiero ahora (2015). Dos años después, en 2017, publicó Yo también soy una chica lista, un ensayo desenfadado en defensa del feminismo en el que se revelan los mecanismos machistas invisibles de la cultura pop.
Ha escrito, entre otros diarios, en ADN y Público, colabora habitualmente en medios de comunicación, ha sido profesora de universidad, ha hecho radio y ha traducido a Jarvis Cocker.  En la actualidad colabora con El País, elDiario.es, Carne cruda y RAC1.
Junto a Isa Calderón protagoniza el podcast quincenal Deforme semanal ideal total, un show feminista donde en clave de humor hacen una crítica al heteropatriarcado y recorren todo tipo de temáticas desde una perspectiva de género.

## Reconocimientos
En octubre de 2021, el podcast Deforme semanal ideal total de Radio Primavera Sound dirigido, producido y conducido por Lijtmaer e Isa Calderón recibió el Premio Ondas al Mejor podcast o programa de emisión digital. Este reconocimiento fue concedido ex aequo al podcast Estirando el chicle de Victoria Martín y Carolina Iglesias emitido en Podium Podcast.

## Obra
- 2015 – Quiero los secretos del Pentágono y los quiero ahora. Capitán Swing.
- 2016 – Casi nada que ponerte. Libros del Lince.
- 2016 – Cultura en tensión. Varios autores: Jordi Oliveras Serrano, Nando Cruz, Lucía Lijtmaer, César Rendueles, Marina Garcés, Ramon Faura y Joan Miquel Gual. Rayo Verde. Colección: Ciclogénesis. ISBN 9788416689002.[13]
- 2017 – Yo también soy una chica lista. Editorial Destino. ISBN 9788423352357.
- 2019 – Ofendiditos. Editorial Anagrama. ISBN 9788433916303.
- 2022 -  Cauterio.  Editorial Anagrama. 2022.[14]